# 후두개 파열음
후두개 파열음(喉頭蓋破裂音)은 자음의 하나로 후두개에서 조음하는 파열음이다.

## 특징
- 조음 방법은 조음기관 내의 공기의 흐름을 차단하여 만드는 파열음이다.

## 예시
- 아미어: '에서 이 소리가 난다.
- 아르치어: гӏ에서 이 소리가 난다.